# الم گروو (اکلاهما)
الم گروو(به انگلیسی: Elm Grove) شهری در شهرستان ادیر در ایالت اکلاهما کشور ایالات متحده آمریکا است که جمعیت آن در سرشماری سال ۲۰۱۰ میلادی، ۱۹۸ نفر بوده‌است.